# Council for National Policy
Le Council for National Policy (CNP) est une organisation extremiste et groupe de réseautage pour les militants conservateurs et Républicains américains. Elle a été lancée en 1981 sous l'administration Reagan par Tim LaHaye et la droite chrétienne, afin d'« apporter plus de concentration et de force au plaidoyer conservateur,,. »

## Description
À propos du CNP, Marc Ambinder de ABC News a déclaré : « Le groupe se veut être la version conservatrice du Council on Foreign Relations. » Le CNP a été fondé en 1981. Parmi ses membres fondateurs figuraient : Tim LaHaye, alors chef de la Moral Majority, Nelson Bunker Hunt, T. Cullen Davis, William Cies, Howard Phillips, et Paul Weyrich.

## Membres notables
Les membres du CNP ont inclus : le général John Singlaub, le magnat de la navigation J. Peter Grace, Edwin J. Feulner Jr. de la Heritage Foundation, le révérend Pat Robertson du Christian Broadcasting Network, Jerry Falwell, le sénateur américain Trent Lott, le militant de la Convention baptiste du Sud et juge à la retraite de la Cour d'appel du Texas Paul Pressler, l'avocat et militant paléoconservateur Michael Peroutka, le révérend Paige Patterson, le sénateur Don Nickles, les anciens procureurs généraux des États-Unis Edwin Meese et John Ashcroft, le militant des droits des armes à feu Larry Pratt, le colonel Oliver North, Steve Bannon, Donald S. Mcalvany, Kellyanne Conway, la philanthrope Elsa Prince (mère du fondateur de Blackwater et ancien PDG Erik Prince et de la Secrétaire à l'Éducation de l'administration Trump Betsy DeVos), Leonard Leo, et Virginia Thomas (épouse du juge de la Cour suprême Clarence Thomas). L'ancien membre de l'Assemblée de l'État de Californie, Steve Baldwin, a été directeur exécutif du CNP de 2000 à 2008. L'avocate conservatrice Cleta Mitchell siège au conseil d'administration de l'organisation.